# Jang Na-ra
Jang Na-ra (장나라?, 張나라?, Jang Na-raLR, Chang NaraMR; Seul, 18 marzo 1981) è una cantante, attrice e modella sudcoreana, conosciuta anche in Cina, dove canta canzoni in cinese, con il nome di Zhang Nala.

## Biografia
Jang ha passato la maggior parte dell'infanzia a Seul, sua città di nascita, dove ha avuto la possibilità di apparire insieme a suo padre attore in una piece teatrale, Les Misérables, durante gli anni della scuola elementare. È stato in quel periodo che ha mostrato il primo interesse nella recitazione, tuttavia è stato solo durante il periodo della scuola superiore che ha avuto la possibilità di posare come modella per degli spot pubblicitari, prima di iscriversi alla Facoltà di Belle Arti, Dipartimento di Teatro, dell'Università di Chungang a marzo del 2000.

## Carriera
Jang è passata alla carriera musicale firmando un contratto con l'etichetta SM Entertainment, tuttavia esso fu presto reciso a causa delle scarse aspettative della casa discografica. Fu così che Jang pubblicò da sola il suo primo album, Burying My Face In Tears, il quale, a dispetto delle aspettative, vendette 300 000 copie. I singoli in stile pop ballad Confession ed April Story raggiunsero il podio in diverse classifiche musicali, dando a Jang la possibilità di partecipare allo show musicale Music Camp, del canale televisivo MBC.
Nel 2005, in seguito alla partecipazione ad una serie televisiva cinese intitolata My Bratty Princess, Jang ha pubblicato il suo primo album cinese, contenente alcune delle sue precedenti canzoni tradotte appositamente dal coreano. Le versioni cinesi di Sweet Dream, It's Probably Love e I'm After All A Woman, conosciuta quest'ultima anche come I'm a Woman Too, hanno raggiunto il successo radiofonico in tutta l'Asia orientale.
È stata l'unica cantante non cinese a partecipare alla canzone Beijing Huanying Ni, tema delle Olimpiadi di Pechino 2008.

## Carriera nella recitazione
Per quanto riguarda le esperienze di attrice, Jang ha recitato in televisione per la prima volta nella sitcom New Nonstop, insieme ad altri giovani attori coreani come Park Kyung-lim e Yang Dong Geun. Successivamente, ha ottenuto il ruolo della protagonista nel teen drama Successful Story of a Bright Girl, nel quale ha recitato insieme a Jang Hyuk.
Nel 2005 è stata scelta come attrice protagonista della serie televisiva cinese Bratty Princess, grazie alla quale ha avuto la possibilità di ottenere successo in tutto il Sudest asiatico e di ampliare anche il proprio mercato musicale.

## Filmografia parziale

### Cinema
- Oh! Happy Day (O! Haepidei), regia di Hak-ryul Yoon (2003)
- Haneulgwa bada, regia di Dal-kyun Oh (2009)
- Yi qi fei, regia di Di Wu e Li Zhang (2012)

### Serie televisive
- Hakgyo 2013 (학교 2013) – serie TV (2012-2013)
- Go back bubu (고백부부?) – serie TV (2017)
- Hwanghu-ui pumgyeok (황후의 품격?) – serie TV (2018-2019)
- VIP (브이아이피?) – serie TV (2019)
- Oh My Baby (오 마이 베이비?) – serie TV (2020)
- Daebak budong san (대박부동산?) – serie TV (2021)
- Family (패밀리) – serie TV (2023)

## Filantropia
Jang si dedica anche alla beneficenza, lavorando con l'organizzazione umanitaria Family Health International, che si occupa di mandare beni di prima necessità quali latte in polvere ai bambini che soffrono la fame in Corea del Nord.
In prima persona, la cantante ha tenuto un concerto di beneficenza per una raccolta fondi in favore dei bambini cinesi malati di leucemia, in seguito al quale Jang ha creato la propria organizzazione umanitaria denominata Jang Foundation. L'organizzazione è stata fondata a Pechino in data 9 giugno, durante un concerto tenuto per il quindicesimo anniversario delle relazioni diplomatiche pacifiche tra Cina e Corea del Sud. Alla fine del concerto, un'organizzazione cinese di beneficenza ha inoltre nominato Jang "Ambasciatrice di Carità", rendendola la prima non-cinese a ricevere l'onore

## Discografia

### Album
| # | Informazioni | Tracce |
| - | --- | --- |
| 1 | - Titolo: The First Story - Data di pubblicazione: 21/6/2001 - Vendite: 251.214 - Lingua: coreano                                       | 1. 고백 (Confession) 2. 눈물에 얼굴을 묻는다 (Burying My Face In Tears) 3. 연 (Yun) 4. Make it Right 5. 물고기자리 (Pisces) 6. 4월이야기 (April Story) 7. 눈물에 얼굴을 묻는다 (Burying My Face In Tears, versione ad archi) 8. Gloomy Sunday 9. Blue 10. 약속 (Promise) 11. My Pain 12. 지독한 사랑 (Vicious Love) |
| 2 | - Titolo: Sweet Dream - Data di pubblicazione: 2/10/2002 - Vendite: 411.253 - Lingua: coreano                                           | 1. Sweet Dream 2. 아마도사랑이겠죠 (Amado Sarangigetjyo, "Perhaps Love") 3. 혼자서도 잘해요 (Honjaseodo Jalhaeyo, "I Can Do It Well By Myself") 4. Pinekiss 5. 철부지 (Cheolbuji, "A Mere Child") 6. Ending 7. I'll be there for you 8. 뙈지아가 (Ttwaejiaga, "Pig Baby") 9. 물망초 (Mulmangcho, "A Forget-Me-Not") 10. 사막한가운데서 (Samakhangaundeseo, "In The Middle of the Desert") 11. Snowman 12. 다시 받아주겠니? (Dasi Badajugenni? "Can You Accept Me Again?") 13. 바람아 멈추어다오 (Barama Meomchueodao, "Please Stop the Wind") 14. 아마도 사랑이겠죠 (Amado Sarangigetjyo, "Perhaps Love") (edizione radiofonica) 15. Snowman (edizione radiofonica) |
| 3 | - Titolo: The Third Story - Data di pubblicazione: dicembre 2003 - Vendite: 161.103 - Lingua: coreano                                   | 1. We 2. 별이 빛나는 밤에 3. 기도 (Last Pray) 4. 10년이 지난 후 나는 5. 그게 정말이니? 6. 나도 여자랍니다 7. 키키 8. My Boy 9. 약속 10. 늘 그래왔듯이 11. Say Good-Bye 12. 눈물로 남을텐데 13. 그게 정말이니 (Versione gruppo) 14. 별이 빛나는 밤에 (Seconda versione) |
| 4 | - Titolo: My Story - Data di pubblicazione: dicembre 2004 - Vendite: 28.940 - Lingua: coreano                                           | 1. Intro 2. 달팽이 (Snail) 3. 겨울일기 (Winter diary) 4. I Love School 5. Always 6. 이젠 괜찮아요 (Now no problem at all) 7. 혹시라도 (Perhaps) 8. 모시는 글 (Mosin Gul) 9. 연인 (Lover, duetto con Shin Hye Sung degli Shinhwa) 10. 사랑하기 좋은 날 (Good Day to Love) 11. 겨울일기 (Winter diary, versione bossa nova) 12. 나 (I) 13. Make it right 14. 飛不起來(페이부치라이) (중국드라마'은색연화'주제가) (Cannot fly, sigla della soap opera cinese Silver time passage) |
| 5 | - Titolo: She - Data di pubblicazione: 23 febbraio 2007 - Vendite: N/A - Lingua: coreano                                                | 1. 사랑 부르기 (Calling out love) 2. 마음을 잃다 (Losing one's mind) 3. You & I 4. 손톱 (Fingernails) 5. 가면무도회 feat. HaHa (A Masquerade) 6. 사랑을 향합니다 (Towards love) 7. Everything for you 8. Tonight 9. 이젠 말해볼까 (Shall we talk about it now?) 10. 당신의 모든 것을 사랑합니다 (I love everything about you) 11. 사랑 부르기 (Calling out love, versione acustica) |
| 6 | - Titolo: Dream of Asia - Data di pubblicazione: 27 marzo 2008 - Vendite: N/A - Lingua: coreano, cinese, cantonese, giapponese, inglese | CD 01 [ coreano / giapponese / inglese ] 1. 신기루 (Mirage) 2. Jump!!Jump!! 3. 흉터 (Scar) 4. 미련한 미련이란 것이 (Stupidity What Is Stupidity) 5. Thinkin' Of You 6. 거짓말쟁이 (Liar) 7. Long Good-Bye 8. 달맞이 꽃 (Evening Primrose) 9. 눈의 아이 (Snow Child) 10. 결혼할래요 - feat. 박묵환 / Park Moon Hwan 11. Shining Day 12. Fairytale [versione inglese] 13. 신기루 (しんきろう) (Mirage, versione giapponese) 14. Jump!!Jump!! [versione giapponese] 15. We [versione giapponese] CD 02 [ cinese / cantonese ] 1. 우리들의 꿈 / 我們的夢想 / Wo Men De Meng Xiang (Our Dream) 2. 독신주의 / 獨身主意 3. 신기루 / 海市蜃樓 / Hai Shi Shen Lou (Mirage) 4. Jump!!Jump!! / 跳!跳! / Tiao!Tiao! 5. 남은 건 추억뿐 / 只剩下從前 6. 나를 따라 해 봐 / 跟我走 / Gen Wo Zou (Follow Me) 7. 못된 성질 / 大脾氣 / Da Pi Qi 8. 멈춘 사랑 / 停愛 / Ting Ai 9. 조금만 / 一点点 / Yi Dian Dian 10. 달빛은 내 마음을 대신해 / 月亮代表我的心 / Yue Liang Dai Biao Wo De Xin [versione cantonese] 11. 달빛은 내 마음을 대신해 / 月亮代表我的心 / Yue Liang Dai Biao Wo De Xin (cover di Teresa Teng, versione mandarina live) |

### Compilation e altre partecipazioni
| Informazioni | Tracce |
| --- | --- |
| - Titolo: Jang Na-ra and Friends - Data di pubblicazione: aprile 2003 - Vendite: N/A - Lingua: coreano                                      | 1. 오 해피데이 (영화‘오 해피데이'삽입곡) 2. 피노키오 3. 그날이후 (영화 ‘오 해피데이' 삽입곡) 4. Friend (versione solista) 5. And 6. Lately 7. Will be mine 8. Luv n u 9. Today 10. Friend (versione in duetto) 11. 부디 12. 그래요 13. 아무것도 아닌 이야기 14. 다시 |
| - Titolo: 一张 - Data di pubblicazione: 1º febbraio 2005 - Vendite: N/A - Lingua: cinese                                                    | 1. 风儿啊！请你停下来 (Wind, please stop) 2. 全世界下雨 (The whole world is raining) 3. 娜拉In China 4. 飞不起来 (Unable to fly) 5. Sweet Dream 6. 恋爱宣言 7. 我也是女人 (I am also a woman) 8. 甜蜜蜜 (Sweet) 9. 可能是爱情 (It's probably love) 10. Ends          |
| - Titolo: Gong Fu - Data di pubblicazione: 21 dicembre 2005 - Vendite: N/A - Lingua: cinese                                                 | 1. 对不起不爱你 (Sorry, I don't love you) 2. 功夫 3. 爱上你全部 (Loving all of you) 4. 我要你崇拜 5. 梦飞翔 6. Everyday 7. 危险恋人 8. 天边 9. 出乎预料 10. 烦着呢                                                                                                   |
| - Titolo: Ladylike - Data di pubblicazione: 29 dicembre 2006 - Vendite: N/A - Lingua: coreano                                               | 1. 안 행복해 (I'm not happy) 2. 그렇담 Good-bye (Then good-bye) |
| - Titolo: It's Alright (colonna sonora di Ah Hyeon Dong's Madam) - Data di pubblicazione: 14 febbraio 2008 - Vendite: N/A - Lingua: coreano | 1. It's alright 2. It's alright (strumentale) |

## Riconoscimenti
- 2003 CCTV-MTV Music Honors – "Cantante dell'anno" (Corea)
- 2002 KBS Music Awards
- 2002 MBC Singer Award